# الدولة الكبيرة (فلم)
الدولة الكبيرة  (بالإنجليزية: The Big Country) هو فيلم صدر في سنة 1958. الفيلم من إخراج وليام وايلر.

## طاقم التمثيل
- جريجوري بيك
- شارلتون هيستون

## الميزانية والإيرادات
حقق أرباحا تقدر بـ 4 ملايين دولار (/Canada rentals).

### ترشيحات وجوائز
| السنة | الحدث          | الفئة                  | النتيجة |
| ----- | -------------- | ---------------------- | ------- |
|       | جائزة الأوسكار | أفضل ممثل في دور مساعد | فوز     |

## وصلات خارجية
- مقالات تستعمل روابط فنية بلا صلة مع ويكي بيانات